# Colònia de Roanoke
La Colònia de Roanoke va ser un intent de sir Walter Raleigh per fundar el primer assentament britànic a Amèrica. La colònia es va fundar el 1585 per Ralph Lane al territori de l'actual Comtat de Date, a Carolina del Nord, però l'any 1590 un vaixell visitant va documentar la inexplicable desaparició dels colons. Degut a la desconeixença del destí de 112 dels 121 habitants de Roanoke, el territori va ser anomenat la Colònia Perduda.
L'assentament va patir diverses dificultats com ara la manca d'abastiment de matèries primeres i unes relacions diplomàtiques molt dolentes amb les tribus natives del territori. Com que les expedicions d'avituallament de sir Richard Grenville va retardar-se, Lane va abandonar la colònia i va tornar a Anglaterra amb sir Francis Drake el 1586. Grenville va arribar dues setmanes més tard i també va tornar a casa, deixant enrere un petit destacament per protegir el territori reclamat per Raleig.
Una segona expedició liderada per John White va arribar a l'illa el 1587 i va fundar un altre assentament. Aquest havia sigut enviat per sir Walter Raleigh per establir a Ciutat de Raleigh a la Badia de Chesapeake.
Durant una parada per atendre els homes de Grenville, el comandant del vaixell, Simon Fernandes, va obligar a White i la resta de colons a romandre a Roanoke. White va tornar a Anglaterra amb Fernandes amb la intenció de portar més subministraments a la colònia el 1588, però la guerra anglo-espanyola va endarrerir l'expedició fins al 1590. Quan els mariners van tornar a Roanoke van trobar l'assentament fortificat, però abandonat. A l'empalissada hi van trobar gravada la paraula CROATOAN, que White va interpretar com un missatge dels colons que s'haurien desplaçat a l'Illa de Croatan. Abans de seguir les seves passes l'expedició va patir uns dies de mala mar i van perdre una àncora, un esdeveniment que va forçar el retorn de la missió a Anglaterra.
El destí dels 112 o 121 colons encara és un misteri. S'ha especulat amb què van ser assimilats per les comunitats natives del territori, una teoria que va sorgir cap al 1605. Altres investigacions conduïdes pels colons de Jamestown van informar que els habitants de Roanoke havien sigut massacrats.
L'interès en aquest fet va anar decaient fins al 1834, quan George Bancroft va escriure A History of the United States (Una història dels Estats Units) on va descriure els colons i en particular a la neta de White, Virginia Dare, convertint-los en figures fundacionals de la cultura estatunidenca.

## Hipòtesi sobre la desaparició de la colònia
Les conjetures sobre la desaparició de la Colònia Perduda van començar el 1590 i encara perduren en l'actualitat. La qüestió ha esdevingut un tema d'estudi acadèmic, però també un objecte d'obessió per a recerques sensacionalistes.
Les hipòtesis sobre els colons perduts solen començar amb els fets conegut a través de les fonts: la manca de rastres de batalla o de retirada tot i la fortificació, l'absència de restes humanes o tombes i la presència de la inscripció CROATOAN.

### Atac Powhatan a la Badia de Chesapeake
D'acord amb la teoria de l'historiador David Beers Quinn, els colons van intentar traslladar-se a la badia de Chesapeake mitjançant petites embarcacions. Un petit grup de pioners s'hauria establert a Croatoan, per esperar el retorn de White i dirigir-lo a la nova colònia. Després de l'intent fallit de White de reprendre el contacte amb els habitants de Roanoke, aquests haurien estat assimilats per la població nativa.
Quinn també va suggerir que el viatge de Samuel Mace el 1602 podria haver-se aventurat a la badia de Chesapeake, on haurien segrestat membres de la tribu powhatan per portar-los cap a Anglaterra. Arrel d'aquest contacte, els nadius haurien informat els anglesos de la presència de compatriotes vivint a la regió. L'historiador defensava que circumstàncies com aquestes eren necessàries per explicar l'optimisme sobre la supervivència dels colons després de 1603.
Malgrat que altres teories assenyalaven que els colons i els chesepians van ser assassinats per separat pels powhatan comandats per Wahunsenacawh, Quinn va decidir situar aquests esdeveniments com un atac únic cap a una comunitat integrada l'abril de 1607. Aquesta massacre hauria estat una repressàlia pels segrests de Mace. D'acord amb la mateixa teoria, l'explorador John Smith hauria sigut la primera persona en assabentar-se del succés i hauria informat al rei Jaume I d'Anglaterra.

### Integració amb les tribus locals
La possibilitat que els colons desapareguts s'haguessin assimilat a les tribus natives americanes properes s'ha suggerit almenys des de 1605. Si aquesta integració hagués tingut èxit, els colons haurien anat esgotant els recursos disponibles i haurien anat abandonat els costums europeus a mida que la forma de vida local s'hauria anat fent més convenient.
Alguns historiadors d'avui creuen que aquest és l'escenari més probable per al destí dels colons supervivents. Tanmateix, això deixa oberta la qüestió de quina tribu, o tribus, es van assimilar els colons. Està àmpliament acceptat que els croatan eren avantpassats dels hatteras del segle XVIII encara que les evidències d'aquest fet són circumstancials.
Alguns mapes del segle XVII utilitzen la paraula "Croatoan" per descriure ubicacions del continent, a través de Pamlico Sound des de Roanoke i Hatteras. Cap al 1700, aquestes àrees estaven associades amb els Machapunga. La tradició oral de l'est de Carolina del Nord presenta llegendes sobre la migració dels croatan arreu del territori, entre elles la Llegenda de la Coharie al comtat de Sampson que va ser transcrita per Edward M. Bullard el 1950.
Altres tribus suposadament vinculades als colons de Roanoke inclouen els Catawba i els Coree. Samuel A'Court Ashe estava convençut que els colons s'havien traslladat cap a l'oest a les ribes del riu Chowan al comtat de Bertie, i Conway Whittle Sams va afirmar que després de ser atacats per Wanchese i Wahunsenacawh es van dispersar a diversos llocs: el riu Chowan i al sud fins als rius Pamlico i Neuse.
Els informes de trobades amb persones de pell pàl·lida i cabell ros entre diverses tribus natives americanes es donen ja l'any 1607. Encara que això s'atribueix freqüentment a colons perduts assimilats,es podria explicar més fàcilment per les altes taxes d'albinisme en els nadius americans, molt més elevades que en el cas de les persones d'origen europeu.

### Intent de tornar a Anglaterra
Els colons podrien haver decidit organitzar una operació de rescat per a si mateixos al vaixell que va deixar enrere l'expedició de 1587. En cas que aquesta hipòtesi fos la correcta, el que hauria passat és que l'embarcació s'hauria perdut al mar amb els habitants de la colònia a dins, un fet que explicaria l'absència de persones i restes. És plausible que entre els colons hi hagués mariners experimentats que poguessin iniciar un viatge de tornada. Això no obstant el tipus de vaixell que haurien fet servir estava dissenyat per navegar al costat d'altres naus, i no en solitari.
Els colons podrien haver temut que fer una ruta estàndard a través de l'oceà Atlàntic amb una parada al Carib els hauria posat en risc d'un atac espanyol; i, per tant, haurien optat per intentar un rumb directe a Anglaterra.Fer aquest viatge no era inviable: el 1563, els colons francesos de la fallida colònia de Charlesfort a l'actual Parris Island, Carolina del Sud, van construir un vaixell i van tornar a Europa, encara que en molt males condicions. Altrament, els colons de Roanoke podrien haver navegat cap al nord al llarg de la costa amb l'esperança de posar-se en contacte amb les flotes pesqueres angleses al golf de Maine.

## A la cultura popular
El missatge dels colons s'ha tret de context i ha anat adquirint qualitats gairebé paranormals, tal com demostra la publicació del relat curt Crotatoan (1975) de Harlan Ellison o la minisèrie de televisió Storm of the Century (1999) d'Stephen King. Croatoan també és el nom d'un dolent humà (interpretat per William Shatner) a la cinquena temporada de King's Haven, basada en la seva novel·la The Colorado Kid. Un personatge del mateix nom apareix a la sèrie Supernatural (2005).
L'episodi "Birth" de la sèrie americana American Horror Story (2011) relata una llegenda fictícia en què els colons perduts van morir misteriosament i els seus fantasmes van perseguir els nadius americans locals fins que un ancià de la tribu els va desterrar amb la paraula "croatoan". Aquesta premissa s'amplia a la sisena temporada de la sèrie que presenta una sèrie de programes de televisió ficticis que documenten les trobades amb els colons fantasmes. El líder dels colons no morts, The Butcher (El Carnisser), és representat com l'esposa de John White, Thomasin, encara que no hi ha proves històriques que ella fos un dels colons.